# デアーク・フェレンツ広場
座標: 北緯47度29分51秒 東経19度03分18秒 / 北緯47.49753度 東経19.05500度

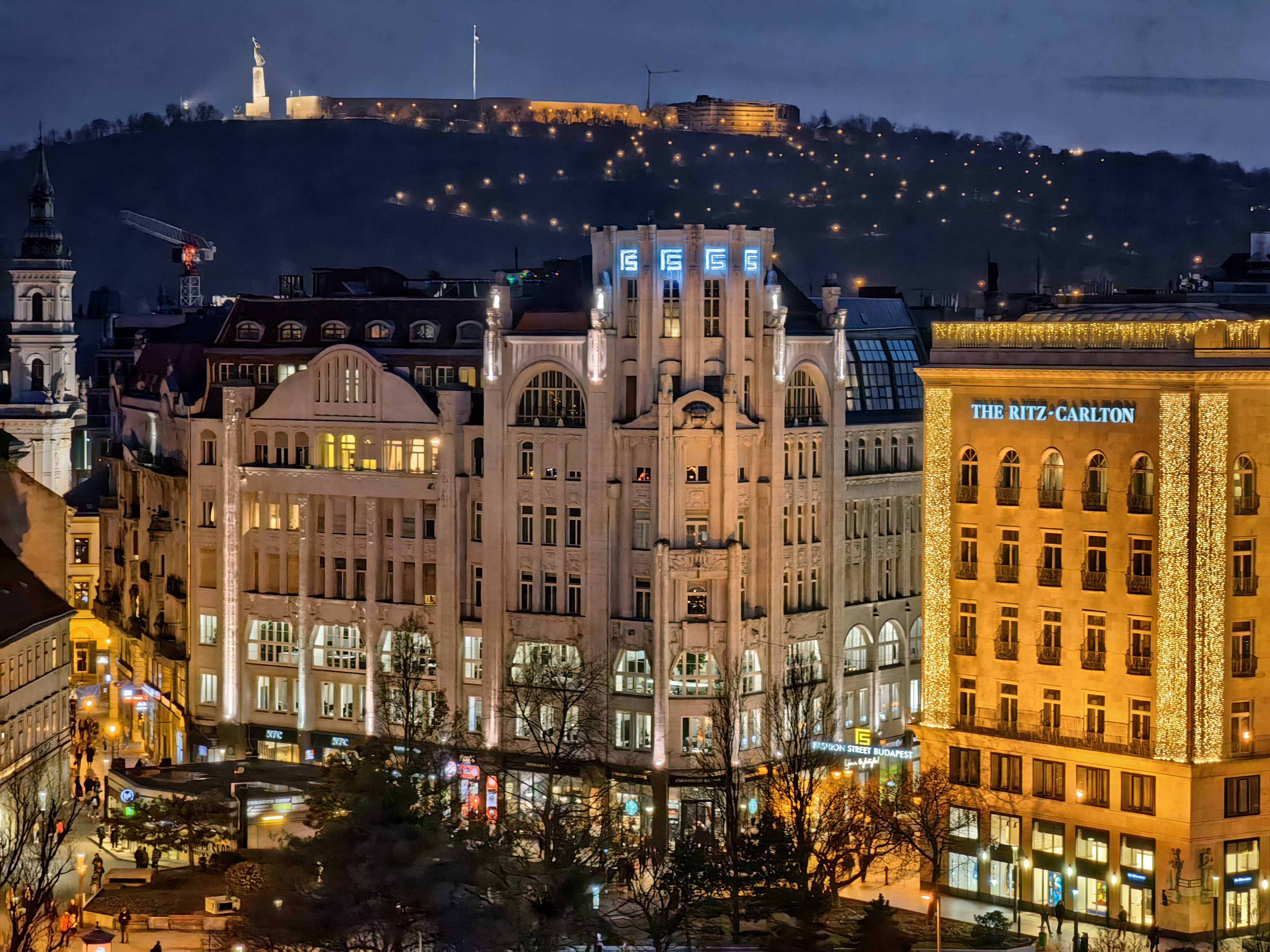
デアーク・フェレンツ広場

デアーク・フェレンツ広場（デアーク フェレンツひろば、洪:Deák Ferenc tér）とは、ハンガリー・ブダペストのペシュト地区にある広場。単にデアーク広場（Deák tér）とも。名前はデアーク・フェレンツに由来している。

## 概要
カーロィ環状通やバイチ・ジリンスキ通、キラーイ通、デアーク・フェレンツ通等の結束点となっている。
また、若者に人気があり、酒類がグラスで提供されている地域であり、深夜帯に於いても人が多く集まる地域となっている。

## 交通

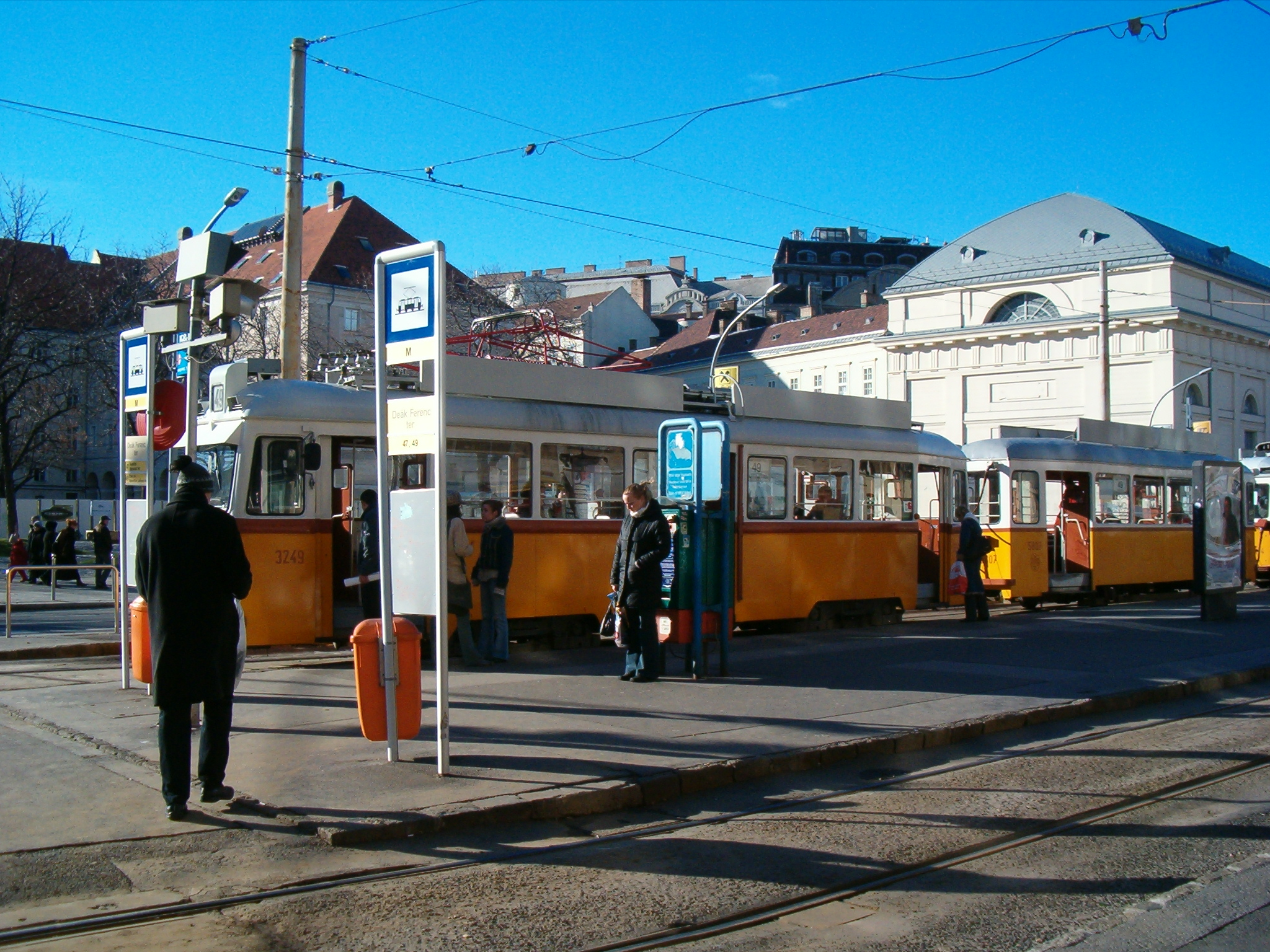
トラム

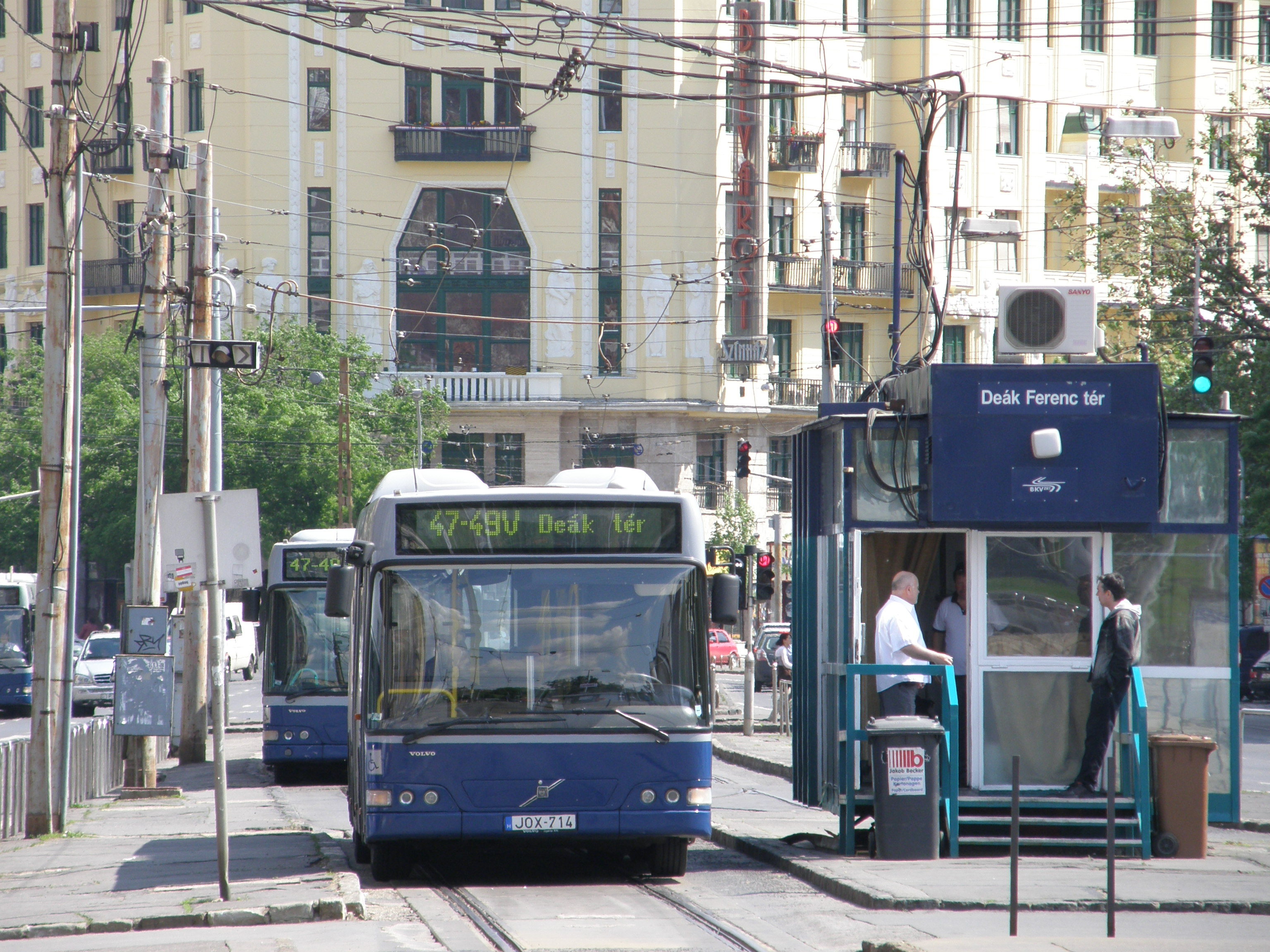
トラム

地下にはデアーク・フェレンツ広場駅があり、ブダペスト地下鉄1号線、2号線、3号線の乗換駅となっている。
トラムは47路線と49路線が通過している。

## 画像

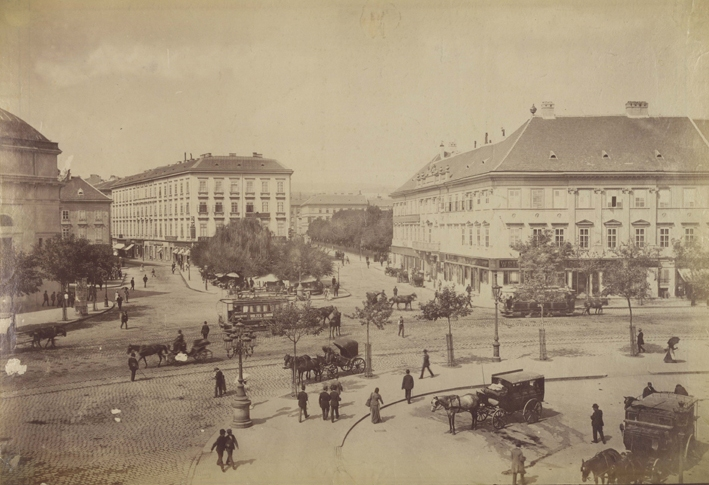
1890年当時
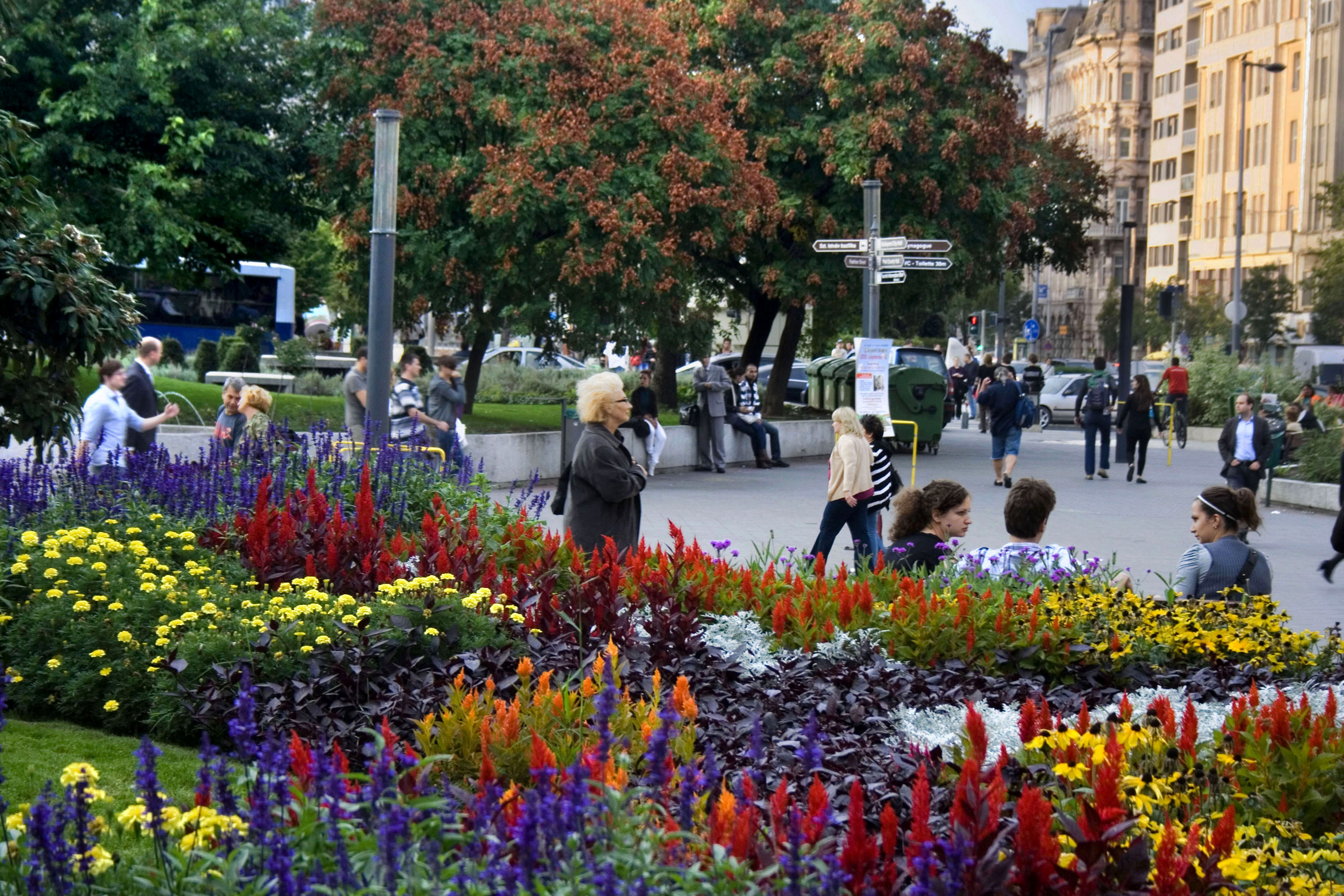
花壇より臨む
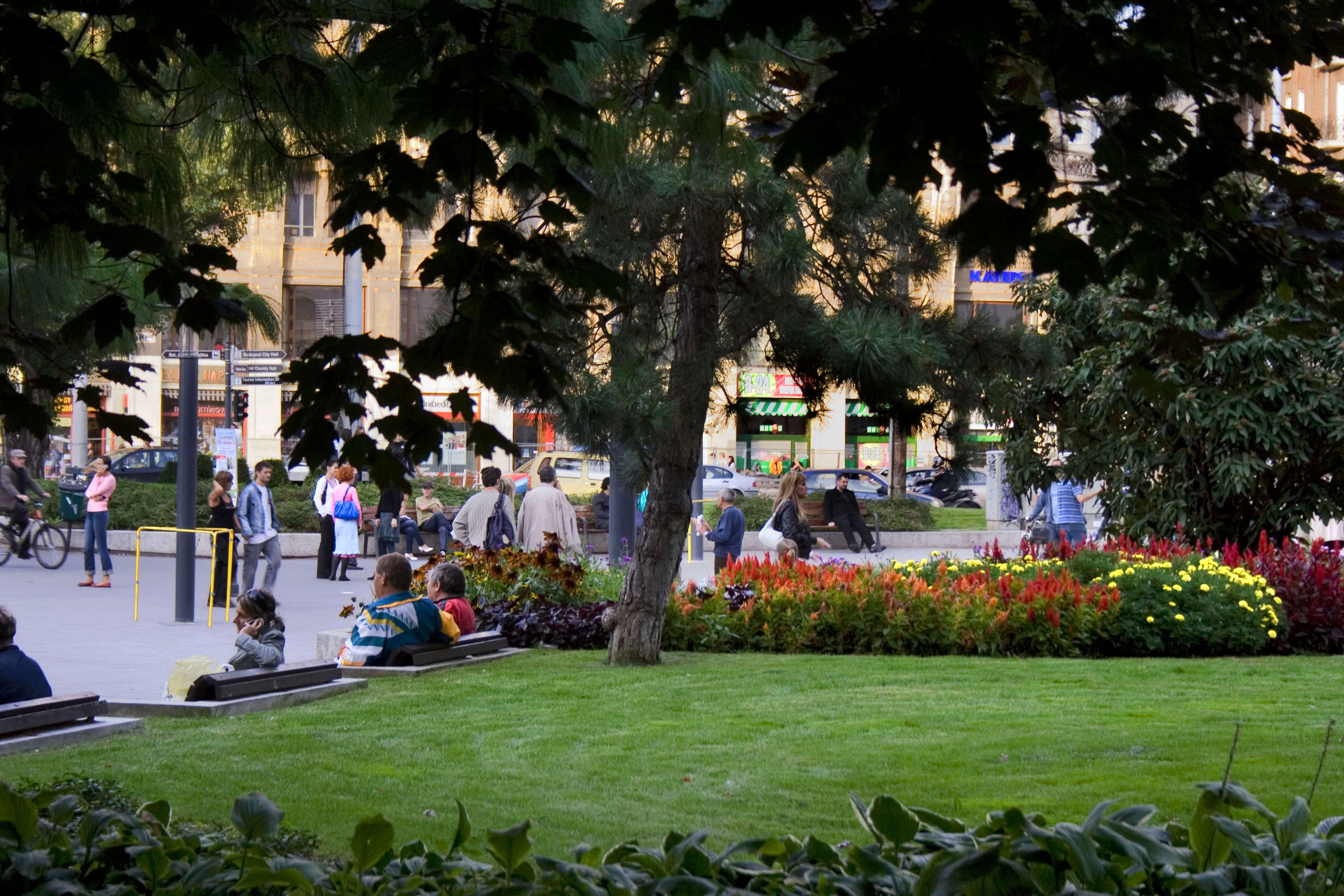
花壇裏側